# Tabanus ardens
Tabanus ardens är en tvåvingeart som beskrevs av Christian Rudolph Wilhelm Wiedemann 1821. Tabanus ardens ingår i släktet Tabanus och familjen bromsar. Inga underarter finns listade i Catalogue of Life.